# Czarnaziomauka (wieś)
Czarnaziomauka (biał. Чарназёмаўка; ros. Чернозёмовка) – wieś na Białorusi, w obwodzie mohylewskim, w rejonie mohylewskim, w sielsowiecie Daszkauka.